# Corporación EW
Corporación E.W., conocida también como Corporación E. Wong, es una compañía peruana fundada por Erasmo Wong en el año 2008.

## Historia
Después de la venta del Grupo de supermercados Wong a la chilena Cencosud, los hermanos Wong liderados por Erasmo formaron la Corporación E. Wong para agrupar sus demás empresas.
En 2009 inauguró el centro comercial Plaza Norte en el distrito de Independencia.
En 2010 CEW compró el terminal Fiori y lo convirtió en el Gran Terminal Terrestre Plaza Norte
Ese mismo año obtuvo el control de la Azucarera Andahuasi.
En 2011 en el departamento de Madre de Dios adquirió la empresa Maderacre.
En el 2013 adquirió la microfinanciera Nueva Visión para volverlo en sucursal de la Caja Prymera, una caja rural que el Grupo Wong compró en el 2000.
En 2014 lanzó el restaurante de comida al peso Don Buffet y la librería Entre Páginas. 
En octubre de 2015 adquirió la pollería Mediterráneo Chicken y la convirtió en una cadena fast food con variedades.
Ese mismo año la compañía adquirió la mayoría de acciones del canal de televisión Willax
En 2016 inauguró el centro comercial Mall del Sur en el distrito de San Juan de Miraflores.
Ese año abrió en Plaza Norte y Mall del Sur la panadería Panisteria.
En 2021 los hermanos Wong formalizan su disolución con la intención de que cada uno de sus miembros realice actividades empresariales por separado. Sin embargo la empresa sigue operando desde el mando de Erasmo Wong y sus hijos.
Ese mismo año se lanzó Tarjeta W, una tarjeta prepago oficial de sus centros comerciales.

## Empresas
- Gelan S.A: dedicada al rubro de Construcción y prestación de servicios desde 1995.
- Azucarera Andahuasi: Empresa agraria dedicada a la producción de azúcar. Fundada en 1996.
- Río Pativilca S.A.: Compañía dedicada a la producción de diversos cultivos. Desde 1996.
- Caja Prymera: Entidad microfinanciera fundada en 1997.
- Maderacre: Dedicada a la producción sostenible de madera peruana desde 2002.
- Plaza Norte: Centro comercial ubicado en Lima Norte que opera desde el 2009.
- Willax: Canal de televisión abierta lanzado en el 2010.
- Mall del Sur: Centro comercial ubicado en Lima Sur, inaugurado desde el 2016.
- Mediterráneo: Restaurante dedicado a la venta de pollo a la brasa y stands de frituras.
- Panistería: Panadería y pastelería.
- Don Buffet: Negocio dedicado a la venta de comida bufé o al peso, ubicado en los patios de comida de los centros comerciales.
- Entre páginas: Librería ubicada en los centros comerciales.
- Teatro Plaza Norte: Sala de teatro ubicada en el referido centro comercial, con capacidad para 600 espectadores.
- Expomotor: Concesionario de automóviles ubicado en ambos centros comerciales.
- Gran Terminal Terrestre Plaza Norte: Terrapuerto ubicado en el centro comercial del mismo nombre.[13]

## Sede principal
La sede principal está ubicada en el distrito de La Molina. La sede es alquilada para Expodeco. También es sede de la Asociación Peruano China, que es presidida también por Erasmo Wong.